# Klara Fricke
Klara Mathilde Henriette Anna Fricke, geborene Klara Mathilde Henriette Anna Mangers, (* 4. Februar 1871 in Hamburg; † 16. Oktober 1951 ebenda) war eine deutsche Aktivistin in der Frauenbewegung und Jugendfürsorge.

## Leben
Klara Fricke war die Tochter eines in einer großen Hamburger Firma beschäftigten Prokuristen und einer Fabrikantentochter. Sie besuchte zunächst eine Volksschule und lebte danach eine Zeit in der französischsprachigen Schweiz. Hier erlernte sie die französische Sprache, kehrte nach Hamburg zurück und arbeitete als Privatlehrerin. 1901 heiratete sie Traugott Fricke, der ebenfalls aus Hamburg stammte und ehrenamtliche Arbeit in der Armen- und Waisenpflege leistete.

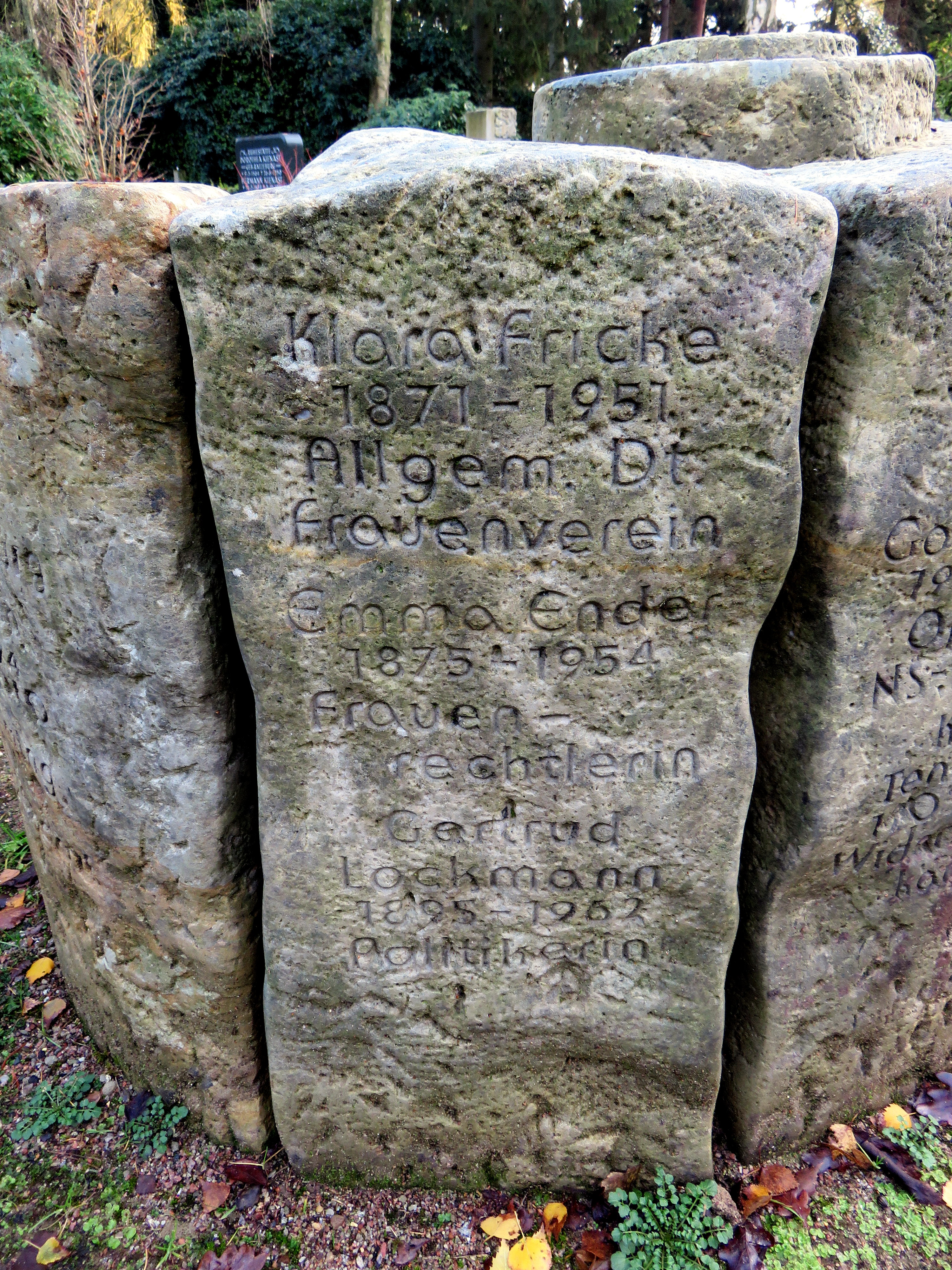
Gedenkstein für Klara Fricke im „Garten der Frauen“ auf dem Friedhof Ohlsdorf

Klara Fricke beabsichtigte ein verstärktes Engagement in der Pflege von Armen und Waisen. Sie belegte daher einen Pflegerinnenkurs des Allgemeinen Deutschen Frauenvereins (ADF), an dessen Arbeit sie sich bald aktiv beteiligte. Neben der Leitung eines Mädchenhorts auf St. Pauli gehörte Fricke 1912 zu den Mitbegründerinnen des Verbands für Waisenpflege, Armenpflege und Vormundschaft. 1915 übernahm sie den Vereinsvorsitz und von 1916 bis 1934 auch den Vorsitz der Hamburger Ortsgruppe des ADF, der zuvor von Helene Bonfort geleitet worden war. 
Ab 1919 war Fricke als erste Frau Mitglied der Vormundschaftsbehörde und wurde in die Jugendbehörde gewählt. 1924 übernahm sie den Vorsitz im Ausschuss zur Förderung der Jugendwohlfahrt. Während der Zeit des Nationalsozialismus arbeitete Klara Fricke nicht ehrenamtlich in der Sozialarbeit, engagierte sich jedoch unmittelbar nach Ende des Zweiten Weltkriegs für den Aufbau der Frauenbewegung. 1946 gehörte sie zu den Mitbegründerinnen des Hamburger Frauenrings e.V.
Klara Fricke verstarb kinderlos am 16. Oktober 1951 in ihrer Geburtsstadt.

## Ehrungen
Der Senat der Freien und Hansestadt Hamburg ehrte Klara Fricke 1928 mit der „Plakette für treue Arbeit im Dienste des Volkes“ für ihr ehrenamtliches soziales Engagement. Heute erinnert ein Gedenkstein als Teil einer Erinnerungsspirale im Garten der Frauen des Friedhofs Ohlsdorf an Klara Fricke sowie Gertrud Lockmann und Emma Ender.